# الشمسية (المالكية)
الشمسية قرية سورية تتبع ناحية مركز المالكية في منطقة المالكية التابعة لمحافظة الحسكة. تقع في أقصى شمال شرق سورية على بعد كيلومترين من نهر دجلة وعلى بعد 11 كم تقريبا إلى الشمال من نقطة الحدود الثلاثية بين العراق وسورية وتركيا.